# Siparunaceae
Die Siparunaceae sind eine Pflanzenfamilie aus der Ordnung der Lorbeerartigen (Laurales). Sie enthält nur die neotropischen Gattung Siparuna und die afrikanischen Gattung Glossocalyx.

## Beschreibung

### Vegetative Merkmale
Die Siparunaceae sind immergrüne, verholzende Pflanzen und wachsen als Sträucher, Bäume oder Lianen. Die Knoten sind unilakunär mit mehreren Blattspursträngen.
Die gegenständig angeordneten Laubblätter können Drüsen besitzen. Sie sind einfach mit ungeteilter Spreite und gezähntem oder glattem Blattrand, die Nervatur ist fiedrig. Die Stomata sind paracytisch. Komplexe Stern- und Schuppenhaare können vorhanden sein. Im Mesophyll befinden sich runde, mit ätherischen Ölen gefüllte Zellen. Es sind keine Nebenblätter vorhanden.

### Blütenstände und Blüten
Die Arten sind einhäusig (monözisch) oder zweihäusig (diözisch) getrenntgeschlechtig. Diözie hat sich innerhalb der Familie dreimal aus der Monözie entwickelt. Die Blüten sind immer streng eingeschlechtig.
Die meist seiten-, seltener endständigen Blütenstände sind Ähren, Rispen oder Zymen.
Der Bau der Blütenhülle wird unterschiedlich interpretiert. Die häufigste ist, dass die vier bis acht Blütenhüllblätter, die in ein oder zwei Wirteln stehen, Kelchblätter sind. Bei manchen Arten sind die Blütenhüllblätter komplett miteinander verwachsen zu einer Kalyptra (Deckelhaube), bei anderen sind sie fast hinfällig. Bei Glossocalyx ist ein Blütenhüllblatt zu einer langen flachen, lanzettlichen Zunge vergrößert (daher auch der Trivialname „Zungenkelch“).
Das Androeceum besteht in männlichen Blüten aus (einem) zwei bis vielen (beispielsweise 2 + 2 + 2) Staubblättern, die nicht verwachsen sind und alle fertil. Die Staubfäden besitzen keine nektarproduzierenden Anhänge. Die Staubbeutel öffnen sich mit einer Klappe. Der Pollenkörner sind nonaperturat.
Das Gynoeceum besteht aus vier bis vielen freien oder verwachsenen Fruchtblättern. Diese stehen teilweise unterständig, sie sind in das fleischige Hypanthium eingesenkt. Der Griffel ist lang. Die Griffel können miteinander verwachsen sein. Es gibt eine Samenanlage pro Fruchtblatt mit basaler Plazentation. Die Samenanlage ist aufrecht, anatrop, unitegmisch mit einem dicken Integument und crassinucellat.

### Früchte und Samen
Die Früchte sind kleine Steinfrüchte mit einem roten oder orangen Arillus. Diese sind in das fleischige, beerenartige Hypanthium eingesenkt, das sich bei der Reife mit Rissen öffnet. Die Samen besitzen ein Endosperm.

### Chromosomensätze
Die Chromosomengrundzahl beträgt x = 22.

## Evolution
Bei den neotropischen Arten gibt es einen Zusammenhang zwischen Geschlecht, Blattrand und Vorkommen: Diözische Arten mit glattem Blattrand kommen im Tiefland vor, während monözische Arten mit gezähntem Blattrand in den Bergen in Höhenlagen über 700 Metern vorkommen. Die Tieflandarten sind mit rund vier Millionen Jahren jünger als die Gebirgssippen (16 bis 42 Millionen Jahre).

## Systematik und Verbreitung

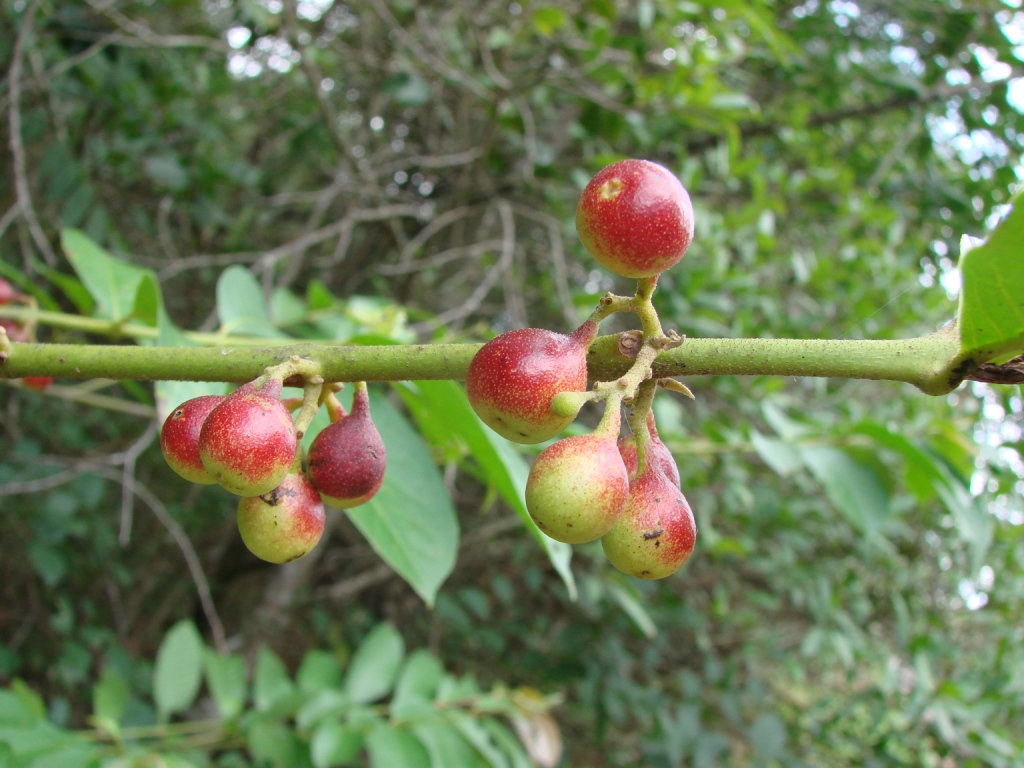
Zweig mit Früchten von Siparuna guianensis

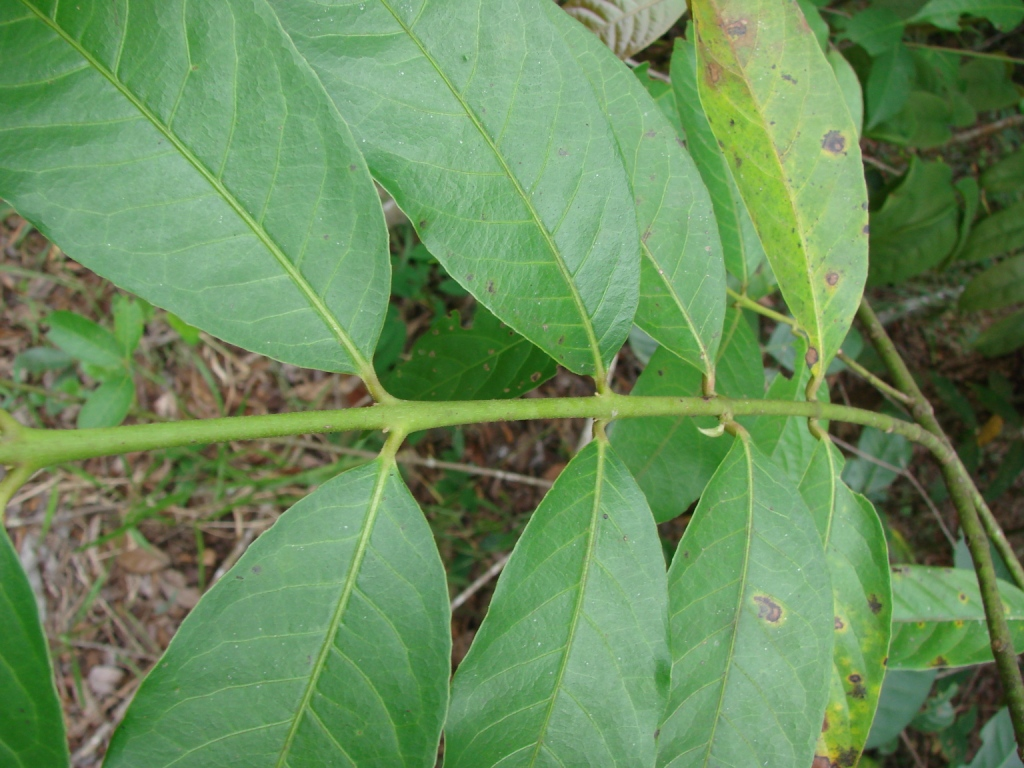
Zweig mit gegenständigen gestielten, einfachen Laubblättern von Siparuna guianensis

Die Familie wurde 1970 von Richard Schodde aufgestellt. Alphonse Louis Pierre Pyrame de Candolle hatte 1868 die Gruppe als Tribus Siparuneae in die Familie Monimiaceae gestellt. Die Schwestergruppe der Siparunaceae innerhalb der Ordnung Laurales ist die Gruppe aus den Familien Gomortegaceae und Atherospermataceae.
Die Familie Siparunaceae enthält nur zwei Gattungen mit mindestens 75 Arten:
- Siparuna Aubl.: Die 50 bis 150 Arten sind in der Neotropis von Mexiko bis Brasilien verbreitet.
- Glossocalyx Benth.: Sie enthält eine Art:
  - Glossocalyx longicuspis Benth.: Sie kommt in einem relativ kleinen Gebiet in Westafrika: Kamerun, Gabun und auf der Insel Fernando Pó vor.

Die Gattungen Bracteanthus Ducke und Conuleum A.Rich. sind heute in die Gattung Siparuna Aubl.eingegliedert.